# Balchem Chemogas
Balchem Chemogas is een Amerikaans Sevesobedrijf dat is gevestigd in de Vlaams-Brabantse gemeente Grimbergen en gespecialiseerd is in het vullen, mengen en distribueren van  gespecialiseerde gassen en vloeistoffen. Het is een van de belangrijkste leveranciers van verpakte ethyleenoxide wereldwijd voor medische sterilisatie, maar ook koelgassen zoals  propyleen en ammoniak en propyleenoxide voor het begassen van zaden en noten, behoren tot het gamma van producten dat het bedrijf levert.
Het is gevestigd tussen de Tangebeek en het Zeekanaal Brussel-Schelde in de zesde bedrijvenzone van Grimbergen, net ten noorden van Suez.
Het is een hogedrempelinrichting omdat er op de site een grote hoeveelheid gevaarlijke stoffen gestockeerd worden. Daarom moet het bedrijf een veiligheidsrapport (VR) opstellen.

## Geschiedenis
Chemogas NV werd opgericht in 1975.
Vanaf 1990 maakte het deel uit van de Duitse chemiereus Linde.
In 2016 nam het management, onder leiding van Dirk Battig, en het durffonds Gilde Equity Management (GEM) Chemogas over van Linde door middel van een management buy-out. Daarbij werden ze geholpen door het advieskantoor PricewaterhouseCoopers.
Chemogas nam de Maleisische Stereo groep over, waardoor de groep een leidende positie kreeg in Azië en Europa.
Kort daarop werd het bedrijf in 2019 verkocht aan de New-Yorkse beursgenoteerde groep Balchem. Ook bij deze verkoop gaf PricewaterhouseCoopers advies.